# Maria Lassnig
Maria Lassnig (8 de septiembre de 1919, Kappel am Krappfeld, Carintia - 6 de mayo de 2014, Viena, Austria) fue una artista austriaca conocida por sus autorretratos pintados y su teoría de la "conciencia corporal". Fue la primera artista femenina en ganar el Gran Premio Estatal de Austria en 1988 y se le otorgó la Condecoración de Austria para la Ciencia y el Arte en 2005. Lassnig vivió y enseñó en Viena desde 1980 hasta su muerte.
La conciencia corporal incide en los trabajos elaborados a partir de la década de los 70 y durante su estancia en Nueva York, periodo en el que llevó a la máxima expresión creativa la exploración de su cuerpo y de las sensaciones corporales mediante el método que llamó ‘body-awareness’ (conciencia corporal). 
La evolución de las investigaciones de esta creadora, en sus inicios,  van desde el autorretrato, y su relación con el objeto, el animal y la máquina. A partir de los años 60, Lassnig opta definitivamente por la figuración, aunque ello iba en contra de la tendencia predominante de su generación. Con la reintroducción de lo figurativo, la pintora empieza a tratar el objeto no inteligible: cuerpos fantasmagóricos, medio humanos y medio animales o seres bloqueados y alienados por elementos tecnológicos, con pantallas ante los ojos que también se pueden interpretar como alter ego del artista. De esta manera encuentra un ámbito más amplio para expresar sus sentimientos, afectos y estados existenciales, en los que el hecho de observar y ser observado a menudo se refleja de manera traumática.

## Galería de imágenes

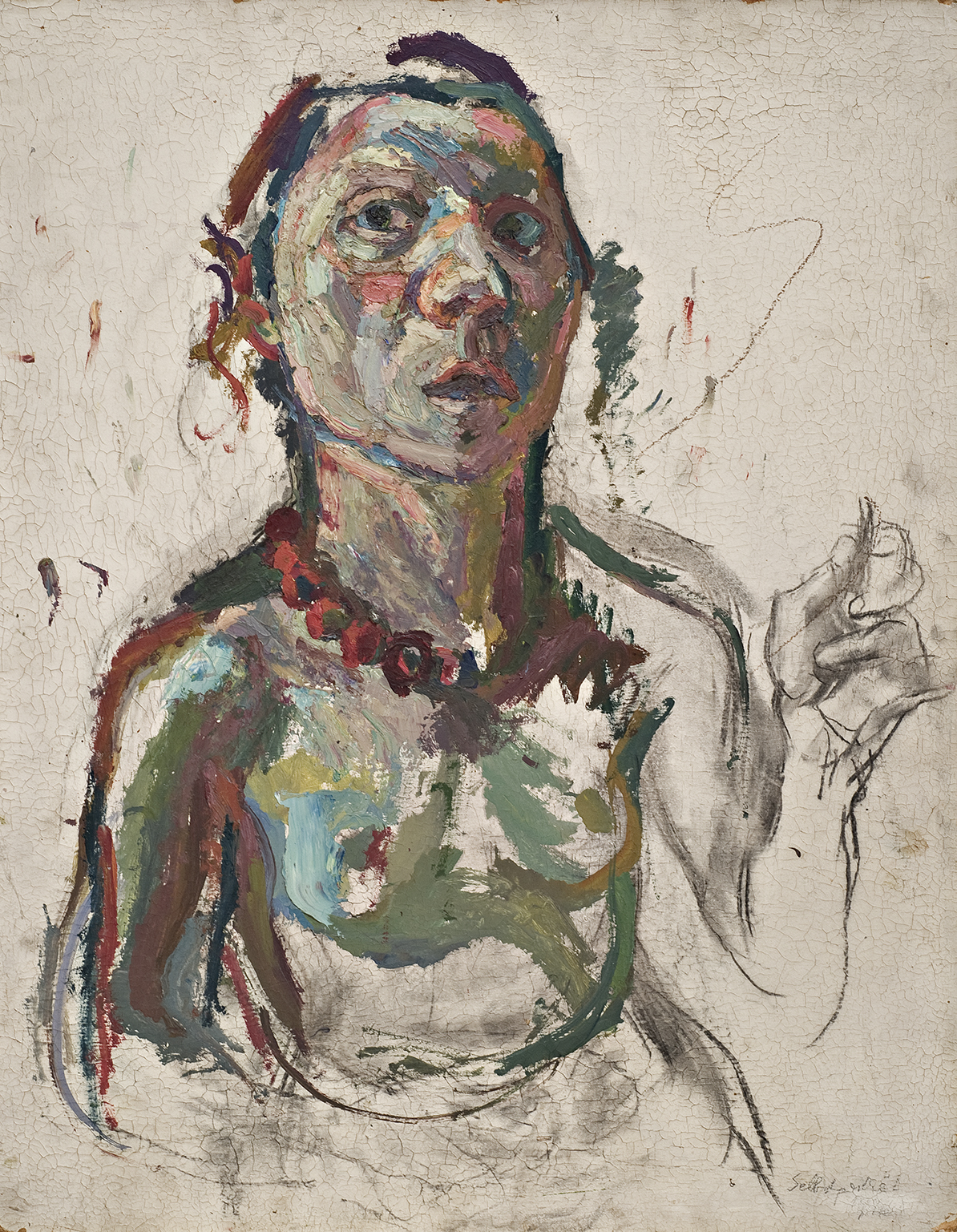
El cuadro Selbstporträt expressiv (1945)
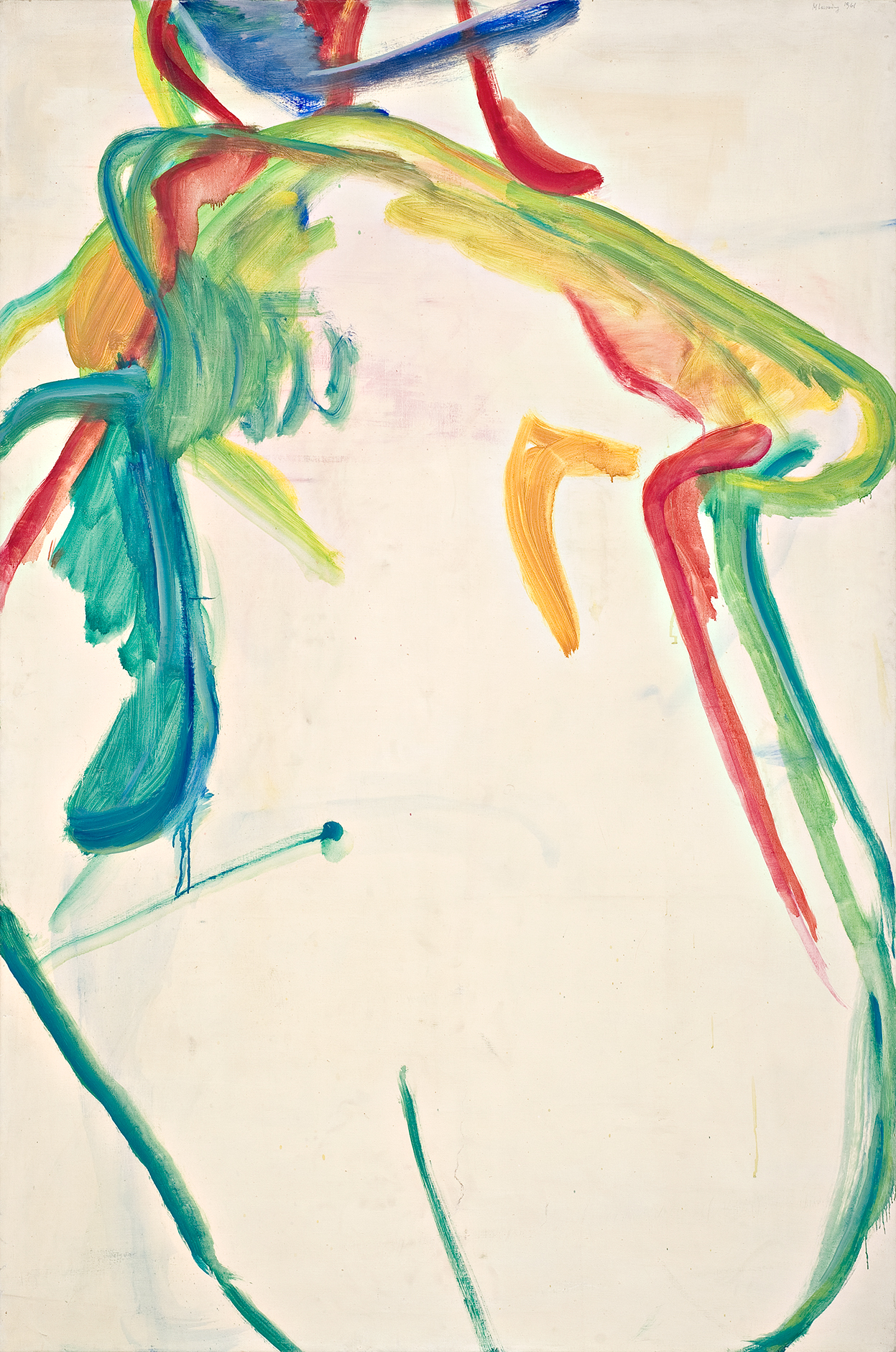
El cuadro Dicke Grüne (1961)
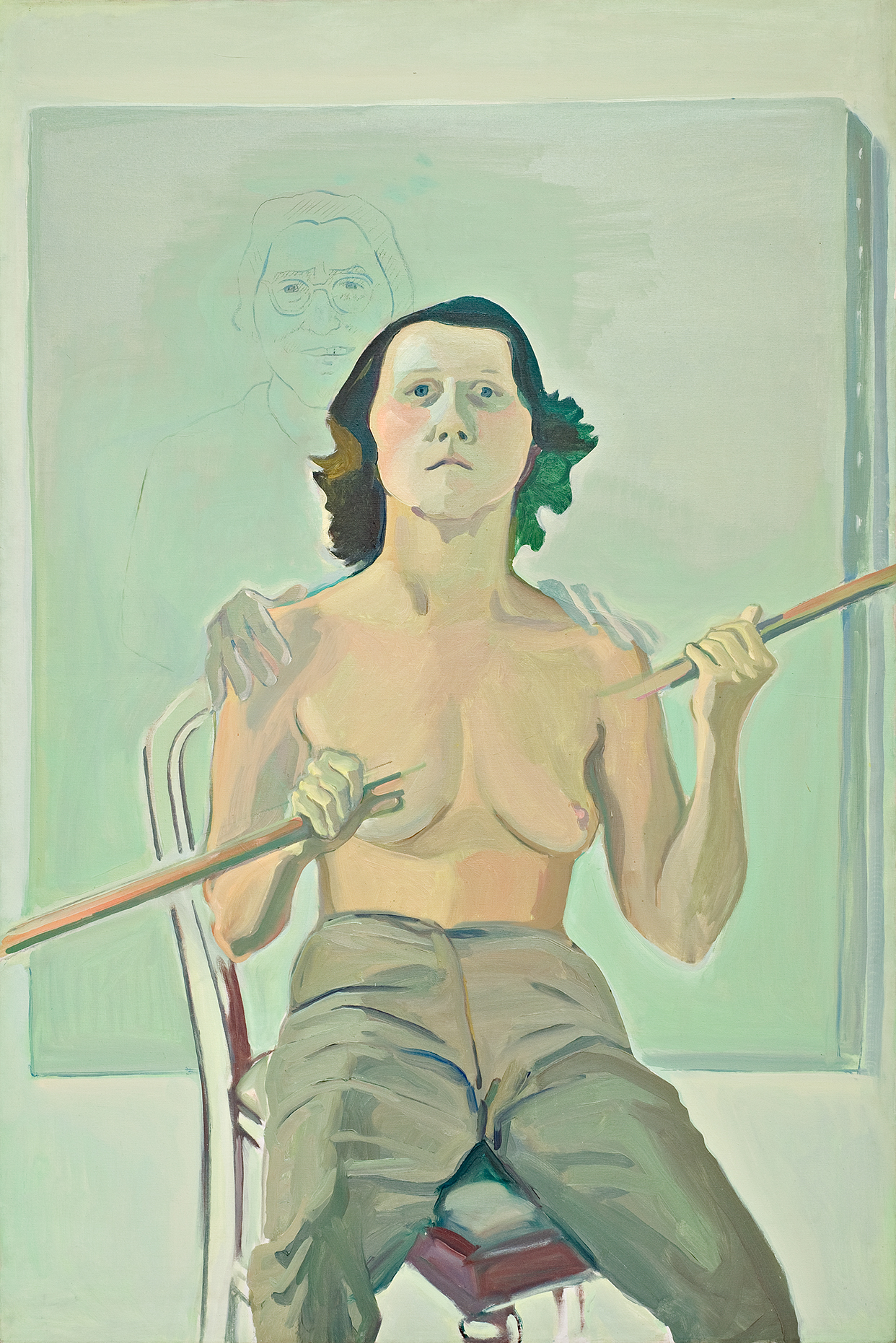
El cuadro Selbstporträt mit Stab (1971)
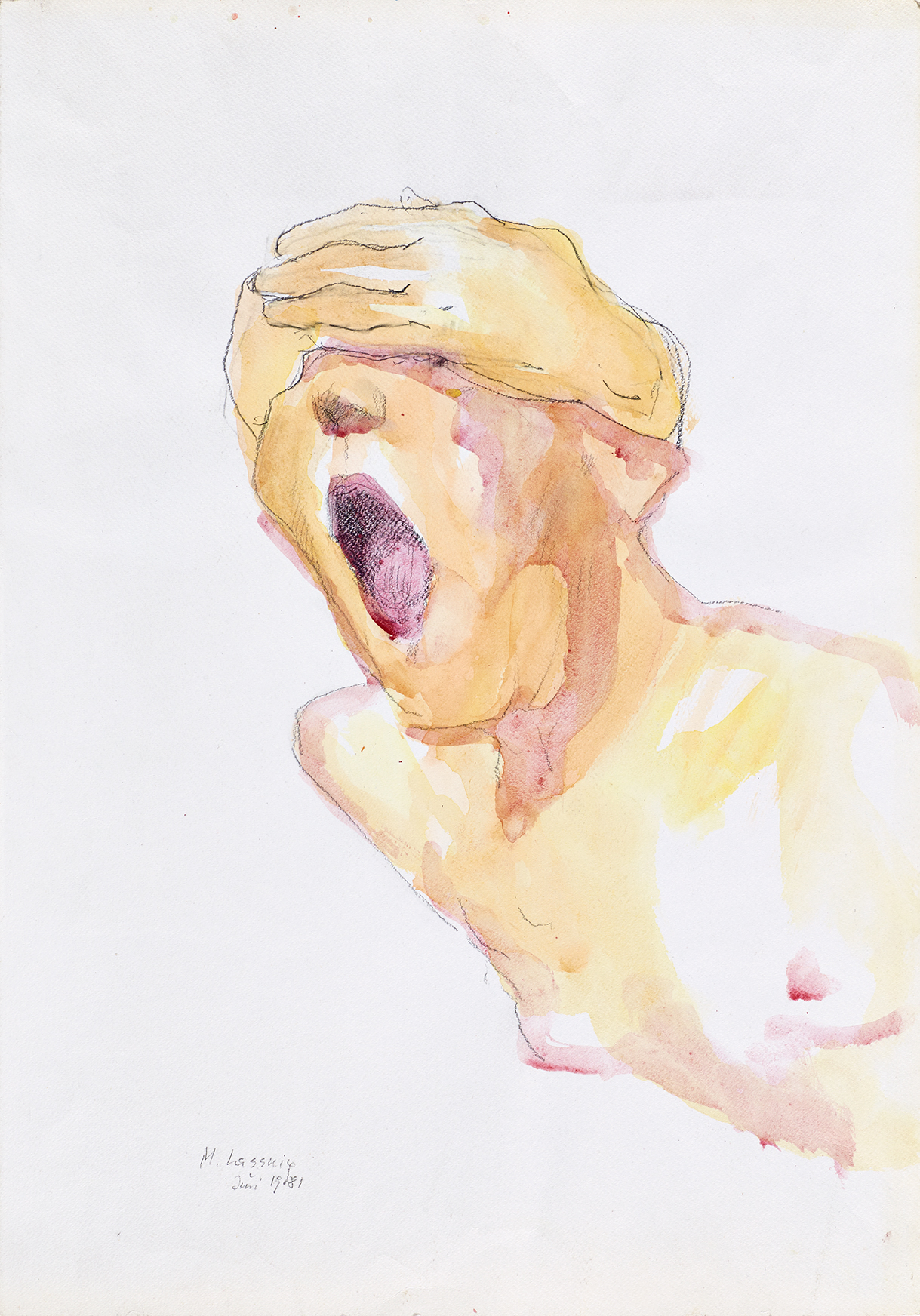
Dibujo Ohne Titel (Schreiende) (1981)
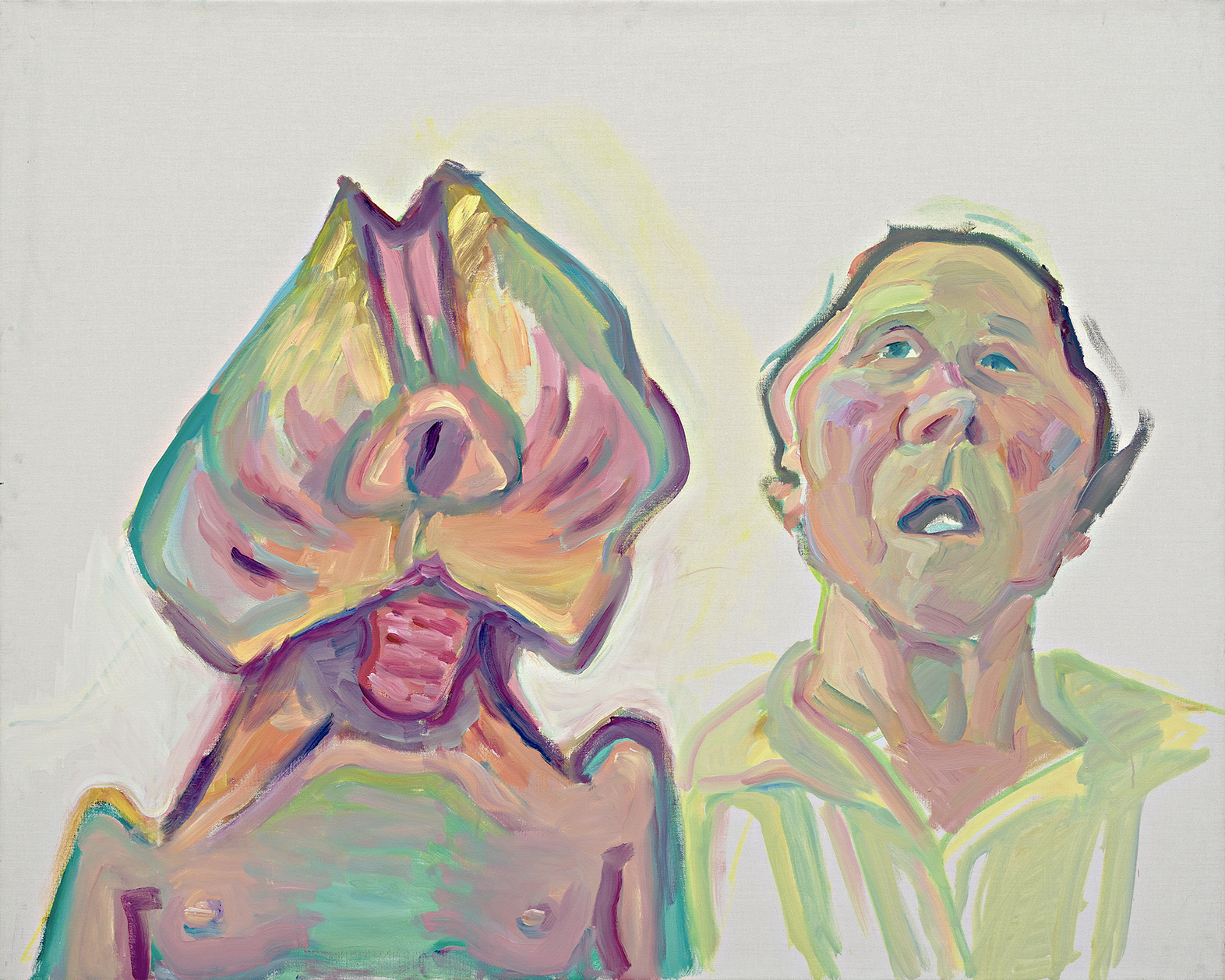
El cuadro „Zwei Arten zu sein (Doppelselbstporträt)“ (2000)